# Ogniowe wsparcie ataku
Ogniowe wsparcie ataku – okres działalności ogniowej artylerii i innych rodzajów wojsk w natarciu. 

## Charakterystyka
Ogniowe wsparcie ataku jest bezpośrednią kontynuacją ogniowego przygotowania ataku. Podstawowym celem działalności ogniowej artylerii w tym okresie jest utrzymanie skutków OPA poprzez wzbronienie przeciwnikowi odtworzenia systemu ognia oraz podwyższenia skutków ogniowego przygotowania ataku, a przez to umożliwienie uzyskania wysokiego tempa atakującym wojskom i zachowanie ciągłości ataku przy minimalnych stratach własnych.
Osiąga się to przez kolejne, uzupełniające obezwładnienie obiektów ataku, głównie środków ogniowych przeciwnika oraz innych środków walki działających na korzyść obrony. Uniemożliwia to przeciwnikowi wykonanie kontrataków i przeciwuderzeń.
Wynika z tego, że w czasie OWA obiekty ataku i część innych celów będzie rażona powtórnie. Ponadto powinny być rażone te obiekty (cele), które nie zostały wykryte do czasu rozpoczęcia OPA. Bezpośrednie wsparcie ataku jest realizowane na szczeblu oddziału, ale artyleria związku taktycznego może brać w nim udział, wykonując wzmocnienie ogniem. Równolegle z bezpośrednim wsparciem atakujących pododdziałów, artyleria związku taktycznego prowadzi wsparcie ogólne. W czasie OWA polega ono na zwalczaniu artylerii, środków dowodzenia i rozpoznania przeciwnika, a także pododdziałów przeciwnika rozmieszczonych na skrzydłach, w celu osłony atakujących pododdziałów przed oddziaływaniem ogniowym z kierunków nie atakowanych. 
W zależności od stopnia rozbudowy obrony przeciwnika, stopnia jej rozpoznania i możliwości własnych środków ogniowych — ogniowe wsparcie ataku może być realizowane metodą: kolejnych ogni ześrodkowanych (pojedynczych lub podwójnych) lub ognia ześrodkowanego i ogniem do celów pojedynczych.